# Nanga Parbat (Album)
Nanga Parbat ist das 23. Studioalbum des deutschen Liedermachers Reinhard Mey und erschien am 3. Mai 2004 bei EMI.

## Inhalt
Das Album beginnt mit einem Lied über das US-amerikanische Gefangenenlager Guantánamo (Alles O.K. in Guantánamo Bay). Die folgenden Lieder auf dem Gold-Album berichten von einem Besuch Reinhard Meys in Frankreich während seiner Jugendjahre: Douce France (dt. „schönes (süßes) Frankreich“) und schildern das Älter-Werden (Spider Man). Sven handelt von einer Vater-Sohn-Beziehung, verpackt in einer Geschichte über die Leidenschaft von Autogrammjägern.
In Friedhof erzählt Mey den (nachdenklich machenden) Besuch eines Friedhofes und die daraus resultierenden Gedankengänge. Hundgebet schildert das Leben von Hunden als Haustiere aus deren Sicht, das Lied Die Waffen nieder fordert  Frieden anstatt Krieg.
Ich glaube nicht kritisiert die katholische Kirche. In dem Lied Kennst du die kleinen, nicht wirklich nützlichen Gegenstände? geht es um kleine Alltagsgegenstände, die sich im Lauf der Zeit in einem Haushalt ansammeln, man es aber nicht übers Herz bringt sie wegzuwerfen. Sommerende schildert das schwere Abschiednehmen von einem schönen Sommer, der freudige Erinnerungen wachruft.
Die Lieder erzählen aber auch wieder über Freundschaft (Ich kann!) und Liebe (Ich liege bei Dir).
Das Lied Nanga Parbat widmete Mey Reinhold Messner, der seinen Bruder bei der Besteigung des Nanga Parbat im Himalayagebirge 1970 verloren hatte. Es beschreibt die Bergbesteigung in zirka 10 Minuten Spieldauer.

## Titelliste
1. Alles O.K. in Guantánamo Bay – 3:41
2. Douce France – 7:06
3. Ich kann! – 3:56
4. Spider Man – 3:05
5. Friedhof – 4:03
6. Sven – 4:10
7. Hundgebet – 4:42
8. Die Waffen nieder! – 4:26
9. Ich glaube nicht – 4:31
10. Ich liege bei Dir – 5:46
11. Kennst du die kleinen, nicht wirklich nützlichen Gegenstände? – 3:56
12. Nanga Parbat – 9:19
13. Sommerende – 3:57

## Auszeichnungen
Das Album erhielt eine Goldene Schallplatte.